# Martin & Walker

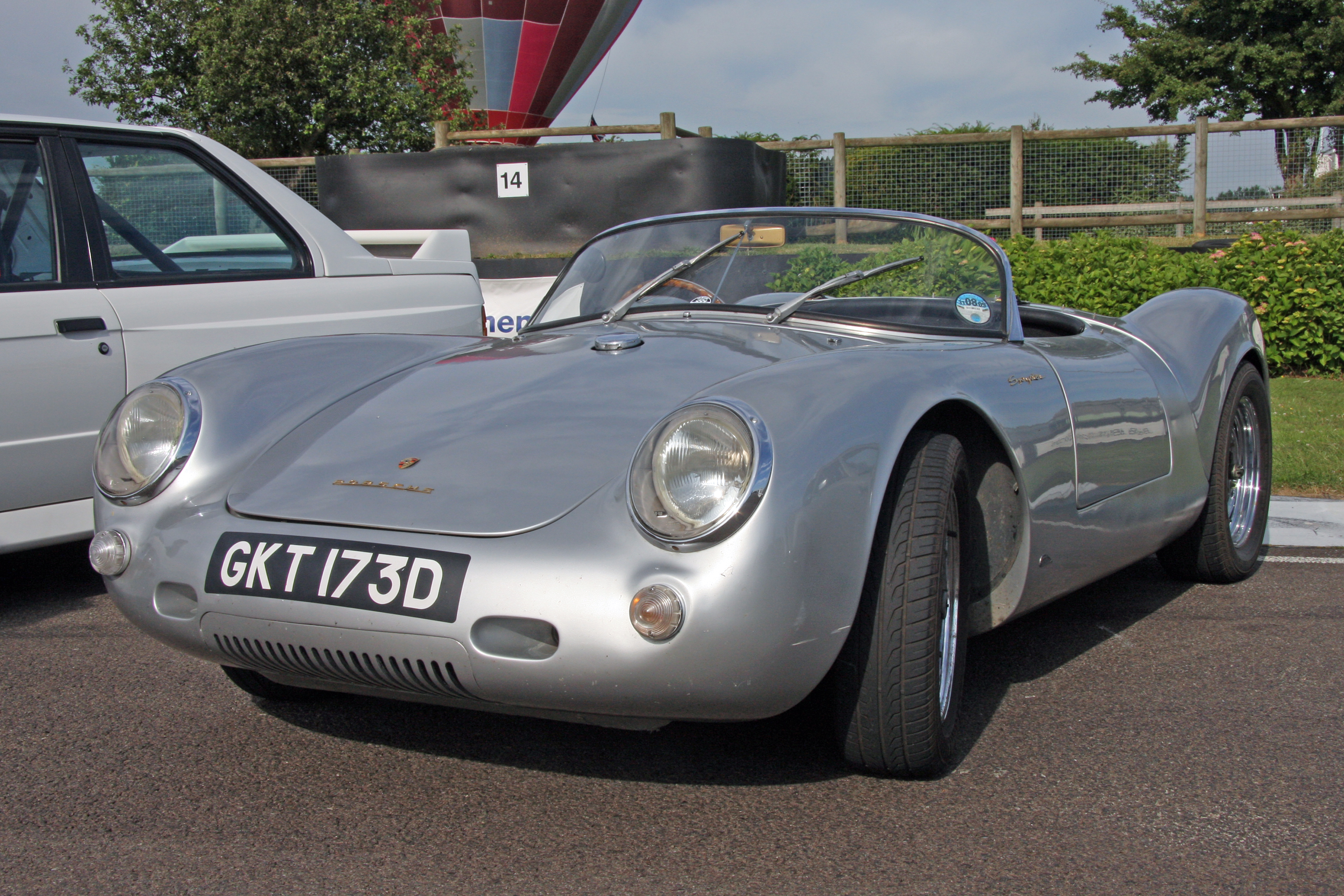
Technic 550

Martin & Walker Limited, zuvor Technic Limited, ist ein britischer Hersteller von Automobilen.

## Unternehmensgeschichte
Barrie Martin gründete 1987 das Unternehmen Technic Limited in Andover in der Grafschaft Hampshire. Er begann mit der Produktion von Automobilen und Kits. Der Markenname lautete Technic. 1997 trat Mike Walker ins Unternehmen ein, woraufhin sich die Firma in Martin & Walker Limited änderte. Insgesamt entstanden bisher etwa 236 Exemplare.

## Fahrzeuge
Das erste und bestverkaufte Modell ist der 550. Dies ist die Nachbildung eines Porsche 550. Die Basis bildet ein Spaceframe-Rohrrahmen. Darauf wird eine offene zweisitzige Karosserie montiert. Der Motor ist in Mittelmotorbauweise hinter den Sitzen montiert und treibt die Hinterachse an. Die Motoren kommen von Alfa Romeo, Porsche und Vauxhall. Andere Teile stammen vom VW Käfer. Von diesem Modell entstanden bisher etwa 160 Exemplare.
Der GTS als Nachbildung des Porsche 904 ist seit 1996 erhältlich. Er basiert auf dem Porsche 911, wiegt lediglich 650 kg und steht nur als Komplettfahrzeug im Angebot. Er fand bisher etwa 30 Käufer, auch in den USA.
Der Speedster erschien 1997. Er ähnelt dem Porsche 356 als Speedster und basiert auf dem Fahrgestell des VW Käfers mit einer Karosserie aus Fiberglas. Von diesem Modell entstanden bisher etwa 40 Exemplare.
Das GT Coupé ist eine Nachbildung des Porsche 356 Coupé auf Basis des VW Käfers und mit etwa sechs Käufern seit 1998 wenig erfolgreich.